# Општина Алуну (Валча)
Алуну (рум. Alunu) општина је у Румунији у округу Валча.
Oпштина се налази на надморској висини од 336 m.